# Tornai Pap István
Tornai Pap István (?, 1602. április 10. – ?, 1665?) református lelkész, a Tiszántúli református egyházkerület püspöke 1657-től 1661-ig.

## Életútja
Tanult Sárospatakon, ahol 1623-ban subscribált. Onnan rektornak ment Olaszliszkára, majd külföldre is ellátogatván, 1629. augusztus 21-én Leidenben lépett az egyetemi hallgatók sorába. 1632 végére jött vissza, s 1633 elejétől rektor volt Debrecenben, míg 1635 elején lelkész lett Hajdúböszörményben, 1641-ben Debrecenben. A debreceni egyházmegye 1652 tavaszán esperesnek, a tiszántúli egyházkerület 1657 tavaszán püspöknek választotta. 1659 nyarától Debrecenben nem marasztatván lelkésznek, hely nélkül volt 1661 tavaszáig, amikor püspöki állását odahagyva, Tarcalra távozott elsőpapnak. Pár évig, valószínűleg 1665-ig élhetett még.

## Művei
- De peccato actuali. (Leiden, 1630.)
- De statu exaltationis Christi. (Uo. 1631.)

Előszót és üdvözlő verset írt Wollebius munkájának 1634-i debreceni kiadása mellé. Ugyancsak üdvözlő verset írt Laskai Matkó Jánoshoz (1630.)
Kéziratban maradtak a következő művei: 
- Quaestio, an propter desertionem fieri possit divortium?
- Oratio pro pace publica (1658.)